# Альваро Кастаньєт
Альваро Кастаньєт (ісп. Alvaro Castagnet) — уругвайський художник-аквалерист.

## Біографія
Народився в Монтевідео в Уругваї, 1983 року. У ранньому віці, батько Альваро віддав його до Національної Школи Мистецтв Монтевідео. Навчався в Університеті Образотворчих Мистецтв, де наставником з живопису був Мігель Ангел Пареха (Miguel Angel Pareja). Після закінчення навчання приїхав до Австралії, де був призначений художнім керівником латиноамериканського Фестивалю Мельбурна (англ. Art Director of Melbourne's Latin American Festival). Багато подорожував: Сполученими Штатами Америки, Мексикою, Південною Америкою, Європою та Австралією, і це допомогло йому в пошуку мотивів для написання картин.
Нині Альваро викладає акварель як для початківців, так і для професійних акварелістів. Займається проведенням творчих семінарів в Австралії та за кордоном. Викладає в Сполучених Штатах, Мексиці, Південній Америці, Європі та Австралії.
Альваро Кастаньєт є членом акварельних товариств, таких як: Old Watercolor Society, The Victorian Artist Society.
Роботи Альваро зберігаються як в приватних колекціях, так і в багатьох галереях світу.
Проводить персональні виставки в Австралії з 1985 року. Також отримав декілька престижних національних премій, зокрема: Prize St. Kevin's College та двічі First Prize Alice Bale Award.
Є членом старого суспільства Old Watercolor Society and The Victorian Artist Society, і зовсім недавно обраний AWS-членом, в Нью-Йорку (США). Був запрошений для участі в Cross-Century Asian Pacific Watercolor Exhibition, 1997, 1998 і 1999 року, в Chung-Cheng Gallery, Національний тайванський інститут мистецтв(англ. National Taiwan Arts Education Institute). У лютому 2000 року запрошений для участі в виставці-аукціоні «Мистецтво збереже життя»(англ. “The art of saving lives”) на Сотбіс в Австралії.

## Престижні нагороди
У Нью-Йорку в травні 2003 року був нагороджений престижною нагородою “HIGH WINDS”.
Престижні нагороди:
- 2001 First Prize Watercolor, St. Kevin's College Art Show
- 2001 First Prize Watercolor, Chelsea.
- 2003 High Winds Medal, American Watercolor Society
- 2004 Alfredo Guati Rojo Memorial Award, American Watercolor Society
- 2004 Air Float Systems, Inc. Award, National Watercolor Society
- 2005 First Prize Watercolor, Chelsea.
- 2007 Bud & Gretchen Merble Medal, American Watercolor Society
- 2007 Bronze Award, Camberwell Art Show, Australia
- 2010 Shanghai Zhujiajiao International Watercolour Biennial Award